# Iglesia de San Esteban (Fresno de Torote)
La iglesia parroquial de San Esteban en la pedanía de Serracines, del municipio de Fresno de Torote (provincia de Madrid, España) es un templo de planta rectangular, con cabecera plana y una sola nave. 
Sus materiales constructivos son el ladrillo y las cajoneras de mampostería. En el interior destacan las techumbres de madera que cubren la nave y el presbiterio. La del presbiterio es en forma de artesa de planta cuadrada de par y nudillo, con limabordón y harneruelo decorado con lacería. Tiene en los extremos cuadrales y en la parte central un tirante sostenido por modillones. La de la nave es también de artesa de par y nudillo con limas mohamares y tirantes con modillones que la sostienen. El coro, que está a los pies y en alto, es de madera muy sencillo. 
En el exterior destaca la fachada principal, resuelta con una sencilla espadaña de ladrillo, de un solo cuerpo en el que se abren dos arcos de medio punto. Se remata con frontón, en el centro del mismo se abre un pequeño vano de medio punto. El acceso primitivo hoy está cegado. En la actualidad se accede por el lado derecho, a través de un arco de medio punto rebajado. 
El templo responde a las características estilísticas del mudéjar de tendencia renacentista, cronológicamente puede datarse entre finales del siglo XVI y principios del siglo XVII. 
La iglesia conserva un sencillo púlpito de yesería de planta octogonal, decorado con molduras cajeadas del siglo XVI. 